# Vice (DJ)

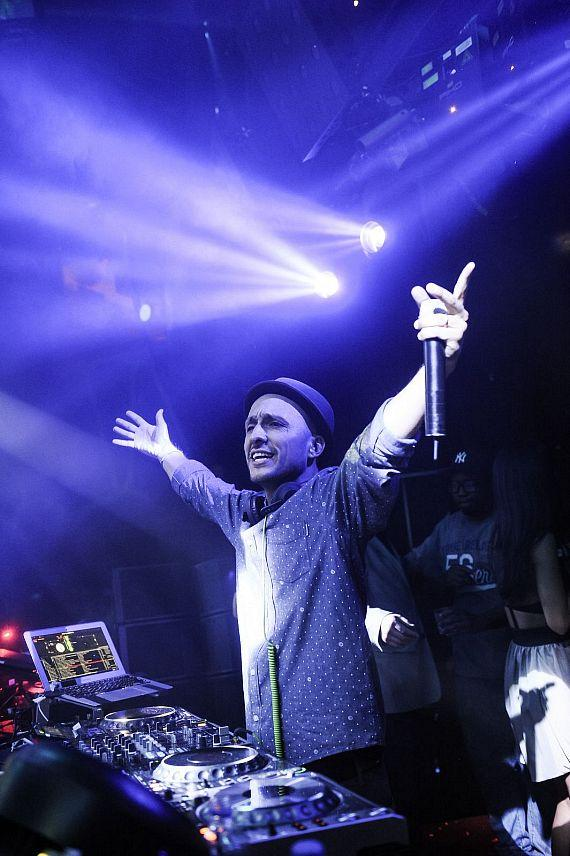
DJ Vice

Vice (eigentlich: Eric Aguirre; * 13. Oktober 1978 in Los Angeles) ist ein US-amerikanischer EDM-DJ und Musikproduzent.

## Leben
Vice betätigt sich seit seiner Jugend als DJ. Er war in ganz Amerika gebucht, darunter in Las Vegas, Miami oder New York, später kamen Festivalauftritte wie das Coachella Valley Music and Arts Festival oder das Ultra Music Festival hinzu. Seit 2001 produziert er Dance-Tracks. Die Single Steady 1234 mit der Sängerin Jasmine Thompson konnte sich ab 2016 in den deutschen und österreichischen Charts platzieren.

## Diskografie

### Singles
| Jahr | Titel       | Höchstplatzierung, Gesamtwochen, AuszeichnungChartplatzierungen (Jahr, Titel, Platzierungen, Wochen, Auszeichnungen, Anmerkungen) | Höchstplatzierung, Gesamtwochen, AuszeichnungChartplatzierungen (Jahr, Titel, Platzierungen, Wochen, Auszeichnungen, Anmerkungen) | Anmerkungen                                                                        |
| Jahr | Titel       | DE | AT | Anmerkungen                                                                        |
| ---- | ----------- | --- | --- | ---------------------------------------------------------------------------------- |
| 2016 | Steady 1234 | DE9 Gold · (17 Wo.)DE | AT22 (10 Wo.)AT | Erstveröffentlichung: 30. September 2016 Vice feat. Jasmine Thompson & Skizzy Mars |

Weitere Singles
- 2001: Freestyle
- 2012: Breathe
- 2013: The World Is Our Playground
- 2013: Down to Funk
- 2014: Everybody Go!
- 2017: Obsession (feat. Jon Bellion)
- 2018: Don’t Go (feat. Becky G & Mr Eazi)
- 2018: Make Up (mit Jason Derulo feat. Ava Max)